# 179 г. пр.н.е.
179 (сто седемдесет и девета) година преди новата ера (пр.н.е.) е година от доюлианския (Помпилийски) римски календар.

## Събития

### В Римската република
- Консули са Квинт Фулвий Флак и Луций Манлий Ацидин Фулвиан. Цензори са Марк Емилий Лепид и Марк Фулвий Нобилиор
- Цензорите построяват базилика Емилия ет Фулвия, която е сред най-ранните базилики в Рим и моста Емилий.
- Проведено е преброяване, което регистрира 258 294 римски граждани.[1]
- Кампания на Тиберий Семпроний Гракх срещу келтиберите.[2]
- Кампания на Луций Постумий Албин срещу лузитаните.[2]
- 22 декември – цензорът Лепид освещава Храма на ларите пермарини (Templum/Aedes Lares Permarini), построен от Луций Емилий Регил на Марсово поле.[3]
- 23 декември – цензорът Лепид освещава храма на Юнона Регина и храма на Диана на Марсово поле, които той обещава да построи по време на битките си с лигурите през 187 г. пр.н.е..[4]

### В Македония
- Умира цар Филип V Македонски. На трона се възкачва неговият син Персей.[5] Новият владетел праща посланици в Рим, за да потвърди договора за съюз сключен от баща му.[6]

### В Азия
- Пергамският цар Евмен II и понтийският цар Фарнак I сключват мир.[5]

## Починали
- Филип V Македонски, цар на древна Македония (роден 238 г. пр.н.е.)